# غوستاف رولان
غوستاف رولان (بالفرنسية: Gustave Rolland)‏ هو سياسي فرنسي، ولد في 16 يوليو 1809 في فرنسا، وتوفي في 23 أبريل 1871 في فرساي في فرنسا. حزبياً، نشط في Party of Order ‏. وقد انتخب نائب فرنسي.